# 2022年北京オリンピックのオーストリア選手団
2022年北京オリンピックのオーストリア選手団は、2022年2月4日から2月20日まで中華人民共和国の北京で開催された2022年北京オリンピックのオーストリア選手団の名簿。

## 選手団
- 人員: 選手 105人
- 開会式旗手: ジュリア・デュモヴィッツ、Benjamin Maier[1]
- 閉会式旗手: カタリナ・リーンスベルガー、ヨハネス・シュトロルツ[2]

## メダリスト
| メダル | 選手 | 競技                   | 種目                   | 日付    |
| ------ | --- | ---------------------- | ---------------------- | ------- |
| 金     | マティアス・マイヤー | アルペンスキー         | 男子スーパー大回転     | 2月8日  |
| 金     | ベンヤミン・カール | スノーボード           | 男子パラレル大回転     | 2月8日  |
| 金     | アレッサンドロ・ヘーメルレ | スノーボード           | 男子スノーボードクロス | 2月10日 |
| 金     | ヨハネス・シュトロルツ | アルペンスキー         | 男子複合               | 2月10日 |
| 金     | シュテファン・クラフト ダニエル・フーバー ヤン・ヘール マヌエル・フェットナー                                                               | スキージャンプ         | 男子団体ラージヒル     | 2月14日 |
| 金     | アンナ・ガッサー | スノーボード           | 女子ビッグエア         | 2月15日 |
| 金     | ヨハネス・シュトロルツ カタリナ・リーンスベルガー カタリナ・トルッペ シュテファン・ブレンシュタイナー カタリナ・フーバー ミヒャエル・マット | アルペンスキー         | 混合団体               | 2月20日 |
| 銀     | マヌエル・フェットナー | スキージャンプ         | 男子個人ノーマルヒル   | 2月6日  |
| 銀     | ヴォルフガング・キンドル | リュージュ             | 男子1人乗り            | 2月6日  |
| 銀     | ダニエラ・ウルビング | スノーボード           | 女子パラレル大回転     | 2月8日  |
| 銀     | カタリナ・リーンスベルガー | アルペンスキー         | 女子回転               | 2月9日  |
| 銀     | マデライン・エグル ヴォルフガング・キンドル トーマス・シュトイ ローレンツ・コラー                                                           | リュージュ             | チームリレー           | 2月10日 |
| 銀     | ミリアム・プフナー | アルペンスキー         | 女子スーパー大回転     | 2月11日 |
| 銀     | ヨハネス・シュトロルツ | アルペンスキー         | 男子回転               | 2月16日 |
| 銅     | テレーザ・シュタドローバー | クロスカントリースキー | 女子15kmスキーアスロン | 2月5日  |
| 銅     | マティアス・マイヤー | アルペンスキー         | 男子滑降               | 2月7日  |
| 銅     | ルーカス・グライデレール | ノルディック複合       | 個人ノーマルヒル/10km  | 2月9日  |
| 銅     | トーマス・シュトイ ローレンツ・コラー | リュージュ             | 2人乗り                | 2月9日  |